# Окна (телепрограмма)
«Окна» — российское ток-шоу, транслировавшееся с 2002 по 2005 год на телеканале ТНТ, а ранее на СТС. В постановках скандального характера разыгрывались различные жизненные ситуации и конфликты, зачастую с использованием ненормативной лексики (заменявшейся писком), нередко приводившие к дракам и потасовкам.
Ведущий ток-шоу — Дмитрий Нагиев.

## Трансляция

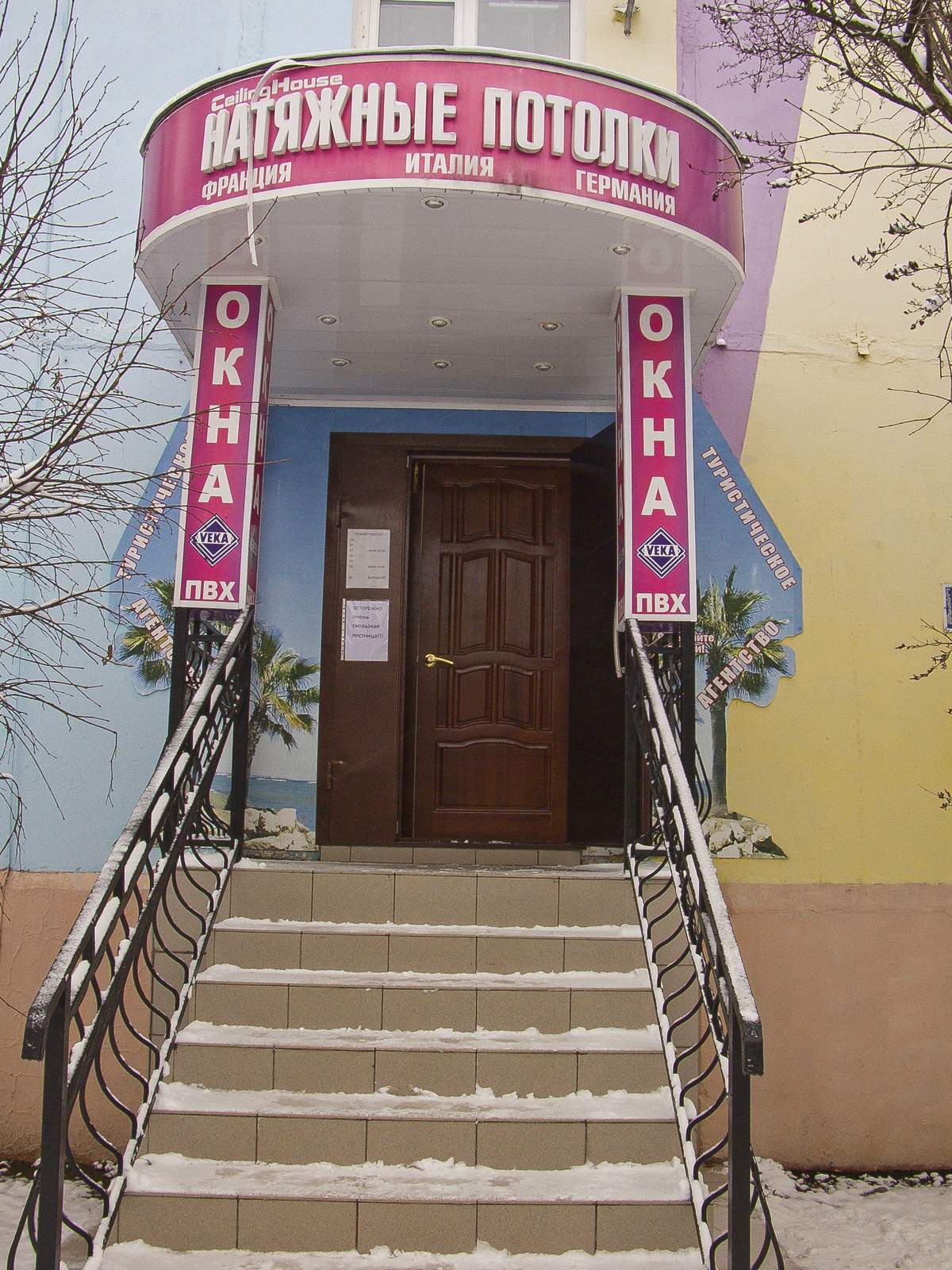
Скриншот из анонса ток-шоу на СТС (2002)

Первоначально ток-шоу производилось для телеканала РТР, на котором уже выходили проекты Валерия Комиссарова «Моя семья», «Семейные новости» и «Что хочет женщина». Вместе с Дмитрием Нагиевым в пробах ведущего участвовал Николай Фоменко. Однако, в связи со сменой руководства на РТР формат не был запущен: новое руководство не устраивал формат скандального ток-шоу, в котором звучат бранные или непристойные выражения. Тем самым, Комиссаров принял решение начать сотрудничество с телеканалом СТС.
Первый выпуск программы состоялся на СТС 20 мая 2002 года, одновременно с появлением на телеканале нового генерального директора Александра Роднянского, однако о её появлении в эфире было известно ещё в середине апреля, когда данный пост на телеканале занимал Роман Петренко. Идея и стиль программы, по словам её продюсера Дмитрия Троицкого и ведущего Дмитрия Нагиева, скопированы у «Шоу Джерри Спрингера» (англ. The Jerry Springer Show).
После полутора месяцев выхода на СТС «Окна» на этом телеканале были закрыты по инициативе Александра Роднянского. Через некоторое время только что появившийся телеканал ТВС хотел переманить «Окна» к себе, параллельно с этим Комиссаров предлагал новому руководству СТС оставить программу на телеканале при условии двукратного увеличения бюджета и выплаты стопроцентной предоплаты на сезон вперёд, но Роднянский отверг это предложение. После этого в эфире ТВС были запущены анонсы «Окон», а сама программа была указана в сетке вещания телеканала во всех печатных программах передач, но за два дня до первого эфира Валерий Комиссаров сообщил главному продюсеру ТВС Нонне Агаджановой, что изменил своё решение и отказывается продавать программу на шестой телеканал. Вследствие этого ТВС был вынужден в срочном порядке изменять сетку вещания.
С 22 июля 2002 года (без упоминания в телепрограммах до 26 июля) «Окна» стали выходить на ТНТ, тем временем являясь одной из рейтинговых программ телеканала. Переходу «Окон» на ТНТ, а не на ТВС поспособствовал именно Александр Роднянский:

Создатели шоу почувствовали мой настрой и стали вести переговоры о размещении «Окон» в эфире появившегося ТВС, которое, несмотря на неудачный старт, тогда вселяло надежды. Для нас такой шаг мог стать опасным. Мы расценивали ТВС как серьёзного конкурента. От него ждали мощного запуска: лучшие журналисты страны, перешедшие с НТВ, финансовая поддержка олигархов… Я понимал, что наши акционеры могут не одобрить историю с «Окнами», и чудом уговорили продать едкое шоу на ТНТ, где оно ничем бы нам не угрожало: доля аудитории ТНТ на тот момент составляла всего 3 %.

Тем не менее до 30 августа 2002 года на СТС транслировались старые выпуски «Окон». Через несколько месяцев СТС последовательно запустил на смену «Окнам» сразу два ток-шоу аналогичного формата: «Большой куш» с Отаром Кушанашвили (от Ларисы Кривцовой) и «Девичьи слёзы» с Викторией Кастро и Ксенией Белой (также от Валерия Комиссарова). Но в отличие от «Окон», они не имели рейтингового успеха. Первая программа исчезла из телеэфира в ноябре 2002 года, а вторая продержалась в сетке вещания около года, после чего летом 2003 года перешла с СТС на ДТВ-Viasat, где и закрылась спустя год.
На ТНТ, куда с СТС перешла команда генерального директора Романа Петренко, финансовые разногласия с создателями шоу не возникали: «Окна» производились за стоимость вдвое больше, чем раньше. Вплоть до закрытия старые выпуски программы также транслировались на ТНТ днём (в 12:00, затем в 15:30, позже в 17:00): изначально повторы выходили на следующий день после премьерного показа, затем в дневном слоте транслировались выпуски, прошедшие в премьерном таймслоте примерно двумя месяцами ранее. В феврале 2005 года был отснят последний блок программ, после чего шоу было закрыто по причине упавших рейтингов. Перед закрытием каждый день показывали 21 лучший выпуск передачи.
Представитель пресс-службы ТНТ Наталья Булгакова так прокомментировала закрытие некогда популярной передачи: «За три года, что существовало шоу, лицо канала изменилось, и программа устарела. К тому же теперь ТНТ позиционирует себя как реальное ТВ, а „Окна“ — это шоу подстав».
В 2016—2018 годах повторы старых выпусков ток-шоу транслировались на телеканале «ТНТ4».

## Сюжет
Обычно сюжет программы развивался по следующей схеме: ведущий объяснял предысторию конфликта, начиная с приличествующей случаю сентенции, и затем в студию приглашался первый участник, он излагал суть ситуации со своей позиции. Далее по очереди ведущий приглашал прочих участников конфликта. Участники в студии разбирались между собой, раскрывая всё новые аспекты дела, обычно словесно, но иногда пытались разбираться с использованием нецензурной лексики, или же силой. На этот последний вариант в студии присутствовала «служба безопасности», состоявшая из двух крепких мужчин, цель которых была разнимать дерущихся.
После окончания дискуссии ведущий объявлял «гонг» — начинали высказываться по поводу проблемы зрители, причём на каждого зрителя давалось по десять секунд.

## Резонансные эпизоды
В одном из сюжетов программы в эфире от 26 сентября 2002 года актёры разыграли массовую драку, в ходе которой ведущий изобразил пострадавшего. В студию была приглашена будущая супружеская пара, жених и невеста, которые решили расписаться прямо в эфире. Внезапно, представителя ЗАГСа прервал мужчина в платье невесты, начавший клеветать против жениха, намекая на его гомосексуальные потребности. Чуть позже в зал вошла женщина средних лет и представилась первой супругой жениха, сказав, что мужчина в фате — нанятый ей актёр. Она стала отговаривать невесту от замужества, мотивируя это погоней жениха за достоянием её родителей. Жених же попытался вмешаться, но актёр начал подсмеиваться над ним. В результате чего, жених сильно ударил актёра ногой в живот, от чего он упал, перевернув первый диван, а жених, прыгнув на него, продолжил его избивать.
В момент, когда служба безопасности передачи принялась их растаскивать, свидетель свадьбы, сидящий в зале, вдруг публично оскорбил невесту. На него накинулся её отец, и в результате возникла ещё одна драка, на помощь прибежали несколько охранников и стали разнимать драчунов. Когда люди задели второй диван, один гость в студии побежал и задел ведущего, и тот, сидящий на нём, упал, и диван накрыл его сверху. Прибежали охранники ЧОПа и стали скручивать драчунов. Практически все декорации в студии были разбиты, стол был разбит, а стулья были расколоты. Во время разбивания декораций произошли взрывы двух маленьких телевизоров. Перед окончанием драки один гость в студии разбежался и сильно ударил в живот одного из охранников, и его скрутили охранники из ЧОПа. Когда драку удалось остановить, ведущего вывели из зала с разбитым носом, чуть позже вызвали скорую (весь процесс снимался на камеру). Бывшая жена гостя и невеста расплакались. На этом моменте трансляция передачи прекратилась.
Следующий выпуск Нагиев провёл по прямой связи, лёжа в больнице с сотрясением мозга. Данный инцидент стал известен как первая серьёзная драка в эфирном ток-шоу за всю историю российского телевидения. В сентябре 2018 года в интервью Юрию Дудю Нагиев подтвердил, что драка была постановочной.

## Мнение Дмитрия Нагиева о программе
В середине 2007 года в журнале «ОК!» было опубликовано интервью Дмитрия Нагиева, значительная часть которого была посвящена влиянию шоу «Окна» на его карьеру:

Есть ведь разные стадии популярности. Первая называется «Не важно, что я делаю, важно, что я существую». И когда я вёл «Окна», я именно этим и занимался — доказывал, что я есть. Поверьте, если бы меня в то время пригласил сниматься Джеймс Кэмерон, я бы никогда не пошёл в программу «Окна». Но меня в кино никто не звал. <…> И дальше я просто честно делал то, что мне выпадало делать. Хотя иногда в студии я ловил себя на мысли: «Боже, куда я попал?» Но другого выхода у меня не было. <…> И когда мне бл…ский Комиссаров позвонил и сказал: «Приезжай, мы под тебя сделаем программу», мне было абсолютно наплевать, кто что обо мне подумает. Потому что мне важно не твоё мнение, а благополучие моих родных и близких. <…> И когда мне предложили вести «Окна», я первым делом подумал, что это деньги, это пропуск в Москву, это возможность обрасти связями. Нельзя было отказывать! <…> Когда я вёл «Окна», многие актёры и режиссёры говорили: «Боже, зачем он это делает? Такой талантливый парень, а так себя продаёт!» Но вот прошло три года, «Окна» уже закрылись, я пришёл к театру и кино, о чём всю жизнь мечтал, и задаюсь вопросом: почему те, кто говорил про меня всё это, сейчас сами ведут убогие программы? Причём делают это бездарно! <…> И при этом я всё-таки никогда не делал гадостей, как бы ты ни относился к программе «Окна». <…> Я в «Окнах» был просто сторонним наблюдателем, не более.

## Мнение участников
Из воспоминаний одного из участников программы, журналиста Льва Рыжкова:

Один раз играл какого-то безумного выпиливателя лобзиком. Жена ему ставила рога, он ничего не подозревал — и вдруг прозрел, заорал… Жену бросил, а лобзик — это святое. Второй раз был несусветный позор. Мы с какой-то милой, культурной женщиной средних лет играли переводчиков порнофильмов. Нас погнали на съёмки прямо без репетиции — и тут эта интеллигентнейшая дама стала та-а-ак стонать… Я тоже стонал, но очень неумело. Зажал было нос пальцами, чтобы был «переводческий» голос, но Нагиев замахал руками у лица, и я перестал нос зажимать.
Как-то раз ко мне приехала целая компания, у них кончились деньги, они стали просить у меня. А я при всем удовольствии мог дать взаймы максимум двоим. Тут у меня созрела идея. Я привел их на кастинг в телецентр — и всех по разным шоу расхватали! Кого-то в преступники, кого-то в свидетели, а одному мальчику из Сибири особенно повезло. Его спросили: «В драку пойдёшь?» — он согласился. И ему там реально разбили лицо! Он выходит за кулисы, кровь течёт, и он трогательно так: «Ну, спасибо, Лев!»

## Трансляция за рубежом
- На Украине ток-шоу транслировалось на телеканале ТЕТ с 2002 по 2006 год. Однако в феврале 2006 года Национальный совет Украины по вопросам телевидения и радиовещания запретил телеканалу ТЕТ транслировать ток-шоу «Окна», а вместе с этим рекомендовал каналу приостановить трансляцию реалити-шоу «Дом-2» и отправить его на экспертизу Национальной экспертной комиссии по вопросам защиты общественной морали[45][46][47]. Решение о запрете трансляции этих передач было вызвано многочисленными жалобами телезрителей на их аморальность.
- В Болгарии ток-шоу транслировалось на телеканале TV2, вещание которого было запущено 25 ноября 2007 года[48].
- В Германии ток-шоу транслировалось на телеканале R1 в 2011 году[49][50].

## Пародии
- В юмористической программе «ОСП-студия» неоднократно пародировалось ток-шоу «Окна» (одним из самых популярных сюжетов стала инсценировка «Евгения Онегина», выполненная в стилистике скандального ток-шоу), ведущего Дмитрия Нагиева пародирует Михаил Шац. Пародии снимались в реальной студии этого ток-шоу[51].
- В телесериале «Комедийный коктейль» снимается пилотный выпуск ток-шоу, впоследствии получивший название «Двери». В роли ведущего выступил Юрий Лебедев (персонаж Юрия Стыцковского).
- В рамках «Летнего кубка КВН» за 2002 год пародия на программу была сделана командой «Уральские пельмени». В центре внимания оказался проигрыш сборной России по футболу на чемпионате мира.
- В новогоднем спецвыпуске программы «Аншлаг» за 2002 год была сделана пародия с участием Владимира Данильца, Владимира Моисеенко и Братьев Пономаренко.
- В юмористическом сериале «Кышкин дом. Шоу Елены Степаненко» в одной из серий показана собирательная пародия на программы «Окна» и «Моя семья». В роли ведущей выступала сама Елена Степаненко, а в роли участников и «службы безопасности» актёры Михаил Церишенко, Анатолий Палагашвили, Михаил Светин, Зиновий Высоковский и другие артисты шоу.
- В юмористическом шоу «Кривое зеркало» Дмитрия Нагиева пародирует Александр Пономаренко (два раза), ещё одну пародию в своё время представил и Михаил Задорнов (сюжет «Гамлета»). В одном из сюжетов фамилия ведущего была немного изменена и произносилась как Наглеев.
- Несколько пародий было сделано в рубрике юмористической программы «Джентльмен-шоу» «Сыграем в ящик!»[52]. Ведущего пародировали Олег Филимонов[53] и Янислав Левинзон[54]. Также Олег Филимонов пародировал Дмитрия Нагиева один раз в рубрике «Косое зеркало»[55].
- В 56 серии юмористического сериала «Осторожно, модерн! 2» ведущего ток-шоу пародирует персонаж прапорщик Василий Задов в исполнении Нагиева[56][57], участниками стали персонажи: Нина, жена Василия, и алкоголик Степан Сморковичев[58].
- В 3-м выпуске украинского юмористического шоу «Вечерний квартал» пародируется ток-шоу «Окна», Дмитрия Нагиева пародирует Владимир Зеленский. Первым участником стала певица Лолита Милявская.